# Indaiabira
Indaiabira är en kommun i Brasilien.   Den ligger i delstaten Minas Gerais, i den östra delen av landet, 600 km öster om huvudstaden Brasília. Antalet invånare är 7 327.
I omgivningarna runt Indaiabira växer huvudsakligen savannskog. Runt Indaiabira är det mycket glesbefolkat, med 7 invånare per kvadratkilometer.